# 2594 Acamas
2594 Acamas је Јупитеров тројански астероид чија средња удаљеност од Сунца износи 5,077 астрономских јединица (АЈ).
Апсолутна магнитуда астероида је 11,5.